# Jane Child
Jane Child, all'anagrafe Jane Richmond Hyslop (Toronto, 15 febbraio 1967), è una cantante canadese.

## Biografia
Figlia del musicista classico Ricky Hyslop, Jane Child ha fatto parte del coro di bambini della Canadian Opera Company. All'età di 15 anni ha lasciato la scuola per entrare in una band, dove ha cantato e suonato il sintetizzatore.
È salita alla ribalta al grande pubblico nel 1990 con il suo singolo Don't Wanna Fall in Love, che ha raggiunto la 2ª posizione della Billboard Hot 100 statunitense ed è stato certificato disco d'oro dalla Recording Industry Association of America con oltre mezzo milione di copie vendute a livello nazionale. Il successo del pezzo ha portato il suo singolo di debutto uscito l'anno precedente, Welcome to the Real World, a scalare la classifica fino a raggiungere il 49º posto. L'album di debutto eponimo della cantante, uscito su etichetta discografica Warner Bros. Records, ha raggiunto la 49ª posizione nella Billboard 200.
Nel 1993 è uscito il suo secondo album, Here Not There, . Il disco non ha però ottenuto il successo commerciale sperato, e la Warner Bros. Records non ha rinnovato il suo contratto discografico.

## Discografia

### Album in studio
- 1989 – Jane Child
- 1993 – Here Not There
- 2001 – Surge

### Raccolte
- 2002 – Surge Remixed

### Singoli
- 1989 – Welcome to the Real World
- 1990 – Don't Wanna Fall in Love
- 1992 – Mona Lisa Smiles
- 1993 – Here Not There
- 1993 – Do Whatcha Do
- 1993 – Perfect Love
- 1994 – All I Do
- 2001 – World Lullabye 2001
- 2001 – Almost Beautiful
- 2002 – Nice Day

#### Come featuring
- 1998 – Maybe Tomorrow (Tomohiko Nishimura feat. Jane Child)